# Molecular Aspects of Medicine
Molecular Aspects of Medicine, abgekürzt Mol. Asp. Med., ist eine wissenschaftliche Fachzeitschrift, die vom Elsevier-Verlag veröffentlicht wird. Die Zeitschrift ist das offizielle Publikationsorgan der International Union of Biochemistry and Molecular Biology und erscheint derzeit mit sechs Ausgaben im Jahr. Es werden Übersichtsarbeiten veröffentlicht, die aus dem Grenzbereich von Molekular- und Zellbiologie zur Physiologie, Pharmakologie und Pathologie stammen.
Der Impact Factor lag im Jahr 2014 bei 10,238. Nach der Statistik des ISI Web of Knowledge wird das Journal mit diesem Impact Factor in der Kategorie experimentelle und forschende Medizin an sechster Stelle von 123 Zeitschriften und in der Kategorie Biochemie und Molekularbiologie an zwölfter Stelle von 289 Zeitschriften geführt.